# Čelechovice na Hané (železniční zastávka)
Čelechovice na Hané jsou železniční zastávka a nákladiště v Čelechovicích na Hané v Olomouckém kraji. Je součástí neelektrizované jednokolejné železniční trati Olomouc – Senice na Hané – Prostějov. Leží mezi zastávkou Kaple a stanicí Kostelec na Hané v km 33,846.
Stanici obsluhují pravidelné osobní vlaky Českých drah linky M4 s intervalem 60 minut v pracovní dny a 120 minut ve dny pracovního klidu v obou směrech. Je zařazena do Integrovaného dopravního systému Olomouckého kraje.

## Železniční tratě
- Olomouc – Senice na Hané – Prostějov